# Rugby-Union-Weltmeisterschaft 1991/Gruppe 2
Die Gruppe 2 der Rugby-Union-Weltmeisterschaft 1991 umfasste Irland, Japan, Schottland und Simbabwe. Die Gruppenspiele fanden zwischen dem 5. und 14. Oktober statt.

## Tabelle
Bei einem Sieg gab es drei Tabellenpunkte, bei einem Unentschieden zwei und bei einer Niederlage einen. Die Erst- und Zweitplatzierten qualifizierten sich für das Viertelfinale.
|    | Land       | Spiele | Siege | Unent. | Ndlg. | Spiel- punkte | Diff. | Tabellen- punkte |
| -- | ---------- | ------ | ----- | ------ | ----- | ------------- | ----- | ---------------- |
| 1. | Schottland | 3      | 3     | 0      | 0     | 122:036       | + 86  | 9                |
| 2. | Irland     | 3      | 2     | 0      | 1     | 102:051       | + 51  | 7                |
| 3. | Japan      | 3      | 1     | 0      | 2     | 077:087       | − 10  | 5                |
| 4. | Simbabwe   | 3      | 0     | 0      | 3     | 031:158       | − 127 | 3                |

## Spiele

### Schottland – Japan
| 5. Oktober 1991 15:00 WESZ | Schottland | 47 : 9         | Japan                                                  | Murrayfield Stadium, Edinburgh Zuschauer: 60.000 Schiedsrichter: Ed Morrison (England) |
| 5. Oktober 1991 15:00 WESZ | Versuche: S. Hastings 12. n.erh. Stanger 30. n.erh. Chalmers 35. erh. Strafversuch 43. erh. White 64. erh. Tukalo 67. erh. G. Hastings 69. erh. Erhöhungen: G. Hastings (5/7) Straftritte: Chalmers 18. G. Hastings (2) 48., 55. Dropgoals: Hosokawa 20. | (17:9) Bericht | Versuche: Hosokawa 39. erh. Erhöhungen: Hosokawa (1/1) | Murrayfield Stadium, Edinburgh Zuschauer: 60.000 Schiedsrichter: Ed Morrison (England) |

| 15                 | Gavin Hastings  |     |
| 14                 | Tony Stanger    |     |
| 13                 | Scott Hastings  |     |
| 12                 | Sean Lineen     |     |
| 11                 | Iwan Tukalo     |     |
| 10                 | Craig Chalmers  | 70. |
| 09                 | Gary Armstrong  |     |
| 08                 | Derek White     |     |
| 07                 | Finlay Calder   |     |
| 06                 | John Jeffrey    |     |
| 05                 | Doddie Weir     |     |
| 04                 | Chris Gray      |     |
| 03                 | Paul Burnell    |     |
| 02                 | John Allan      |     |
| 01                 | David Sole      | 75. |
| Auswechselspieler: |                 |     |
| 16                 | Douglas Wyllie  | 70. |
| 17                 | David Milne     | 75. |
| 18                 | Peter Dods      |     |
| 19                 | Greig Oliver    |     |
| 20                 | Graham Marshall |     |
| 21                 | Kenny Milne     |     |
| Trainer:           |                 |     |
| Ian McGeechan      |                 |     |

| 15                 | Takahiro Hosokawa |
| 14                 | Terunori Masuho   |
| 13                 | Eiji Kutsuki      |
| 12                 | Seiji Hirao       |
| 11                 | Yoshihito Yoshida |
| 10                 | Katsuhiro Matsuo  |
| 09                 | Wataru Murata     |
| 08                 | Sinali Latu       |
| 07                 | Shūji Nakashima   |
| 06                 | Hiroyuki Kajihara |
| 05                 | Ekeroma Lauaiufi  |
| 04                 | Toshiyuki Hayashi |
| 03                 | Masanori Takura   |
| 02                 | Masahiro Kunda    |
| 01                 | Osamu Ōta         |
| Auswechselspieler: |                   |
| 16                 | Tsuyoshi Fujita   |
| 17                 | Kazuaki Takahashi |
| 18                 | Atsushi Ōyagi     |
| 19                 | Masami Horikoshi  |
| 20                 | Yukio Motoki      |
| 21                 | Tatsuya Maeda     |
| Trainer:           |                   |
| Hiroaki Shukuzawa  |                   |

### Irland – Simbabwe
| 6. Oktober 1991 15:00 WESZ | Irland | 55 : 11        | Simbabwe                                                               | Lansdowne Road, Dublin Zuschauer: 40.000 Schiedsrichter: Keith Lawrence (Neuseeland) |
| 6. Oktober 1991 15:00 WESZ | Versuche: Robinson (4) 8. erh., 37. erh., 62. n.erh., 70. n.erh. Geoghegan 39. erh. Popplewell (2) 57. erh., 79. n.erh. Curtis 74. n.erh. Erhöhungen: Keyes (4/8) Straftritte: Keyes (5) 3., 16., 12., 20., 33. | (33:0) Bericht | Versuche: Dawson 64. n.erh. Schultz 80. erh. Straftritte: Ferreira 46. | Lansdowne Road, Dublin Zuschauer: 40.000 Schiedsrichter: Keith Lawrence (Neuseeland) |

| 15                 | Jim Staples        |
| 14                 | Simon Geoghegan    |
| 13                 | Vince Cunningham   |
| 12                 | David Curtis       |
| 11                 | Keith Crossan      |
| 10                 | Ralph Keyes        |
| 09                 | Rob Saunders       |
| 08                 | Brian Robinson     |
| 07                 | Gordon Hamilton    |
| 06                 | Philip Matthews    |
| 05                 | Neil Francis       |
| 04                 | Donal Lenihan      |
| 03                 | Desmond Fitzgerald |
| 02                 | Steve Smith        |
| 01                 | Nick Popplewell    |
| Auswechselspieler: |                    |
| 16                 | Kenny Murphy       |
| 17                 | Jack Clarke        |
| 18                 | Fergus Aherne      |
| 19                 | Noel Mannion       |
| 20                 | Gary Halpin        |
| 21                 | Terry Kingston     |
| Trainer:           |                    |
| Ciaran Fitzgerald  |                    |

| 15                 | Brian Currin        |     |
| 14                 | Craig Brown         |     |
| 13                 | Mark Letcher        |     |
| 12                 | Richard Tsimba      |     |
| 11                 | Dave Walters        |     |
| 10                 | Ralph Kuhn          | 29. |
| 09                 | Andy Ferreira       |     |
| 08                 | Brenton Catterall   |     |
| 07                 | Brendon Dawson      |     |
| 06                 | Chris Botha         |     |
| 05                 | Rob Demblon         |     |
| 04                 | Michael Martin      |     |
| 03                 | Adrian Garvey       |     |
| 02                 | Brian Beattie       |     |
| 01                 | Robin Hunter        |     |
| Auswechselspieler: |                     |     |
| 16                 | Ian Noble           |     |
| 17                 | Ewan MacMillan      |     |
| 18                 | William Schultz     | 29. |
| 19                 | Christopher Roberts |     |
| 20                 | Alex Nicholls       |     |
| 21                 | Honeywell Nguruve   |     |
| Trainer:           |                     |     |
| Iain Buchanan      |                     |     |

### Irland – Japan
| 9. Oktober 1991 15:00 WESZ | Irland | 32 : 16        | Japan                                                                                      | Lansdowne Road, Dublin Zuschauer: 30.000 Schiedsrichter: Laikini Colati (Fidschi) |
| 9. Oktober 1991 15:00 WESZ | Versuche: O’Hara 13. n.erh. Mannion (2) 28. erh., 66. n.erh. Staples 40. erh. Erhöhungen: Keyes (2/4) Straftritte: Keyes (4) 9., 46., 48., 53. | (19:6) Bericht | Versuche: Hayashi 35. erh. Kajihara 61. n.erh. Yoshida 79. erh. Erhöhungen: Hosokawa (2/3) | Lansdowne Road, Dublin Zuschauer: 30.000 Schiedsrichter: Laikini Colati (Fidschi) |

| 15                 | Jim Staples        |     |
| 14                 | Jack Clarke        |     |
| 13                 | Brendan Mullin     |     |
| 12                 | David Curtis       |     |
| 11                 | Keith Crossan      | 29. |
| 10                 | Ralph Keyes        |     |
| 09                 | Rob Saunders       |     |
| 08                 | Noel Mannion       |     |
| 07                 | Gordon Hamilton    |     |
| 06                 | Patrick O’Hara     |     |
| 05                 | Neil Francis       |     |
| 04                 | Mick Galwey        |     |
| 03                 | Gary Halpin        |     |
| 02                 | Terry Kingston     |     |
| 01                 | John Fitzgerald    |     |
| Auswechselspieler: |                    |     |
| 16                 | Vince Cunningham   | 29. |
| 17                 | Kenny Murphy       |     |
| 18                 | Fergus Aherne      |     |
| 19                 | Philip Matthews    |     |
| 20                 | Desmond Fitzgerald |     |
| 21                 | Steve Smith        |     |
| Trainer:           |                    |     |
| Ciaran Fitzgerald  |                    |     |

| 15                 | Takahiro Hosokawa  |     |
| 14                 | Terunori Masuho    |     |
| 13                 | Eiji Kutsuki       |     |
| 12                 | Seiji Hirao        |     |
| 11                 | Yoshihito Yoshida  |     |
| 10                 | Katsuhiro Matsuo   |     |
| 09                 | Masami Horikoshi   |     |
| 08                 | Sinali Latu        |     |
| 07                 | Hiroyuki Kajihara  |     |
| 06                 | Ekeroma Lauaiufi   | 73. |
| 05                 | Atsushi Ōyagi      |     |
| 04                 | Toshiyuki Hayashi  |     |
| 03                 | Masanori Takura    |     |
| 02                 | Tsuyoshi Fujita    | 52. |
| 01                 | Osamu Ōta          |     |
| Auswechselspieler: |                    |     |
| 16                 | Masahiro Kunda     | 52. |
| 17                 | Katsufumi Miyamoto | 73. |
| 18                 | Kazuaki Takahashi  |     |
| 19                 | Wataru Murata      |     |
| 20                 | Yukio Motoki       |     |
| 21                 | Tatsuya Maeda      |     |
| Trainer:           |                    |     |
| Hiroaki Shukuzawa  |                    |     |

### Schottland – Simbabwe
| 9. Oktober 1991 15:00 WESZ | Schottland | 51 : 12         | Simbabwe                                                        | Murrayfield Stadium, Edinburgh Zuschauer: 35.000 Schiedsrichter: Don Reordan (USA) |
| 9. Oktober 1991 15:00 WESZ | Versuche: Tukalo (3) 3. erh., 62. erh., 70. erh. Turnbull 30. erh. S. Hastings 37. erh. Stanger 42. n.erh. Weir 79. n.erh. White 80. n.erh. Erhöhungen: Dods (5/8) Straftritte: Dods (2) 24., 54. Dropgoals: Wyllie 46. | (21:12) Bericht | Versuche: Garvey (2) 5. erh., 33. erh. Erhöhungen: Currin (2/2) | Murrayfield Stadium, Edinburgh Zuschauer: 35.000 Schiedsrichter: Don Reordan (USA) |

| 15                 | Peter Dods      |     |
| 14                 | Tony Stanger    | 78. |
| 13                 | Scott Hastings  |     |
| 12                 | Sean Lineen     |     |
| 11                 | Iwan Tukalo     |     |
| 10                 | Douglas Wyllie  |     |
| 09                 | Greig Oliver    |     |
| 08                 | Derek White     |     |
| 07                 | Graham Marshall |     |
| 06                 | Derek Turnbull  |     |
| 05                 | Doddie Weir     |     |
| 04                 | Damian Cronin   |     |
| 03                 | Alan Watt       |     |
| 02                 | Kenny Milne     |     |
| 01                 | Paul Burnell    |     |
| Auswechselspieler: |                 |     |
| 16                 | Craig Chalmers  | 78. |
| 17                 | Gavin Hastings  |     |
| 18                 | Gary Armstrong  |     |
| 19                 | John Jeffrey    |     |
| 20                 | David Sole      |     |
| 21                 | John Allan      |     |
| Trainer:           |                 |     |
| Ian McGeechan      |                 |     |

| 15                 | Brian Currin        |         |
| 14                 | William Schultz     | 56.     |
| 13                 | Richard Tsimba      |         |
| 12                 | Mark Letcher        |         |
| 11                 | Dave Walters        |         |
| 10                 | Craig Brown         |         |
| 09                 | Ewan MacMillan      |         |
| 08                 | Brenton Catterall   |         |
| 07                 | Brendon Dawson      |         |
| 06                 | Darren Muirhead     |         |
| 05                 | Honeywell Nguruve   |         |
| 04                 | Michael Martin      |         |
| 03                 | Adrian Garvey       | 46.     |
| 02                 | Brian Beattie       |         |
| 01                 | Alex Nicholls       |         |
| Auswechselspieler: |                     |         |
| 16                 | Robin Hunter        | 46. 78. |
| 17                 | Bedford Chimbima    | 56.     |
| 18                 | Christopher Roberts | 78.     |
| 19                 | Ian Noble           |         |
| 20                 | Andy Ferreira       |         |
| Trainer:           |                     |         |
| Iain Buchanan      |                     |         |

### Schottland – Irland
| 12. Oktober 1991 13:30 WESZ | Schottland | 24 : 15        | Irland                                                        | Murrayfield Stadium, Edinburgh Zuschauer: 60.000 Schiedsrichter: Fred Howard (England) |
| 12. Oktober 1991 13:30 WESZ | Versuche: Shiel 55. erh. Armstrong 75. erh. Erhöhungen: G. Hastings (2/2) Straftritte: G. Hastings (3) 14., 28., 63. Dropgoals: G. Hastings 24. | (9:12) Bericht | Straftritte: Keyes (4) 4., 19., 32., 45. Dropgoals: Keyes 37. | Murrayfield Stadium, Edinburgh Zuschauer: 60.000 Schiedsrichter: Fred Howard (England) |

| 15                 | Gavin Hastings  |     |
| 14                 | Tony Stanger    |     |
| 13                 | Scott Hastings  |     |
| 12                 | Sean Lineen     |     |
| 11                 | Iwan Tukalo     |     |
| 10                 | Craig Chalmers  | 43. |
| 09                 | Gary Armstrong  |     |
| 08                 | Derek White     |     |
| 07                 | Finlay Calder   |     |
| 06                 | John Jeffrey    |     |
| 05                 | Doddie Weir     |     |
| 04                 | Chris Gray      |     |
| 03                 | Paul Burnell    |     |
| 02                 | John Allan      |     |
| 01                 | David Sole      |     |
| Auswechselspieler: |                 |     |
| 16                 | Peter Dods      |     |
| 17                 | Graham Shiel    | 43. |
| 18                 | Greig Oliver    |     |
| 19                 | Graham Marshall |     |
| 20                 | Alan Watt       |     |
| 21                 | Kenny Milne     |     |
| Trainer:           |                 |     |
| Ian McGeechan      |                 |     |

| 15                 | Jim Staples        |
| 14                 | Simon Geoghegan    |
| 13                 | David Curtis       |
| 12                 | Brendan Mullin     |
| 11                 | Keith Crossan      |
| 10                 | Ralph Keyes        |
| 09                 | Rob Saunders       |
| 08                 | Brian Robinson     |
| 07                 | Gordon Hamilton    |
| 06                 | Philip Matthews    |
| 05                 | Neil Francis       |
| 04                 | Donal Lenihan      |
| 03                 | Desmond Fitzgerald |
| 02                 | Steve Smith        |
| 01                 | Nick Popplewell    |
| Auswechselspieler: |                    |
| 16                 | Kenny Murphy       |
| 17                 | Vince Cunningham   |
| 18                 | Fergus Aherne      |
| 19                 | Terry Kingston     |
| 20                 | Gary Halpin        |
| 21                 | Noel Mannion       |
| Trainer:           |                    |
| Ciaran Fitzgerald  |                    |

### Japan – Simbabwe
| 14. Oktober 1991 15:00 WESZ | Japan | 52 : 8         | Simbabwe                                       | Ravenhill Stadium, Belfast Zuschauer: 9.000 Schiedsrichter: René Hourquet (Frankreich) |
| 14. Oktober 1991 15:00 WESZ | Versuche: Horikoshi 22. n.erh. Yoshida (2) 30. erh., 58. erh. Masuho (2) 52. erh., 64. n.erh. Hosokawa 70. erh. Kutsuki (2) ? erh., 78. n.erh. Matsuo 80. erh. Erhöhungen: Hosokawa (5/9) Straftritte: Hosokawa (2) 4., 37. | (16:4) Bericht | Versuche: Tsimba 10. n.erh. Nguruve 35. n.erh. | Ravenhill Stadium, Belfast Zuschauer: 9.000 Schiedsrichter: René Hourquet (Frankreich) |

| 15                 | Takahiro Hosokawa  |
| 14                 | Terunori Masuho    |
| 13                 | Eiji Kutsuki       |
| 12                 | Seiji Hirao        |
| 11                 | Yoshihito Yoshida  |
| 10                 | Katsuhiro Matsuo   |
| 09                 | Masami Horikoshi   |
| 08                 | Sinali Latu        |
| 07                 | Hiroyuki Kajihara  |
| 06                 | Ekeroma Lauaiufi   |
| 05                 | Atsushi Ōyagi      |
| 04                 | Toshiyuki Hayashi  |
| 03                 | Masanori Takura    |
| 02                 | Masahiro Kunda     |
| 01                 | Osamu Ōta          |
| Auswechselspieler: |                    |
| 16                 | Tsuyoshi Fujita    |
| 17                 | Kazuaki Takahashi  |
| 18                 | Katsufumi Miyamoto |
| 19                 | Wataru Murata      |
| 20                 | Yukio Motoki       |
| 21                 | Tatsuya Maeda      |
| Trainer:           |                    |
| Hiroaki Shukuzawa  |                    |

| 15                 | Brian Currin        |     |
| 14                 | William Schultz     |     |
| 13                 | Richard Tsimba      |     |
| 12                 | Mark Letcher        |     |
| 11                 | Dave Walters        |     |
| 10                 | Craig Brown         |     |
| 09                 | Ewan MacMillan      |     |
| 08                 | Brenton Catterall   |     |
| 07                 | Brendon Dawson      |     |
| 06                 | Honeywell Nguruve   |     |
| 05                 | Chris Botha         |     |
| 04                 | Michael Martin      |     |
| 03                 | Adrian Garvey       | 70. |
| 02                 | Brian Beattie       |     |
| 01                 | Alex Nicholls       |     |
| Auswechselspieler: |                     |     |
| 16                 | Gary Snyder         | 70. |
| 17                 | Ian Noble           |     |
| 18                 | Bedford Chimbima    |     |
| 19                 | Andy Ferreira       |     |
| 20                 | Darren Muirhead     |     |
| 21                 | Christopher Roberts |     |
| Trainer:           |                     |     |
| Iain Buchanan      |                     |     |